# Hencovce
Hencovce jsou obec na Slovensku v okrese Vranov nad Topľou. Žije zde přibližně 1 300 obyvatel. První písemná zmínka o obci pochází z roku 1372.
V obci se nachází veřejná knihovna a církevní základní škola Jana Pavla II.

## Poloha
Hencovce leží při západním břehu Ondavy v nadmořské výšce 123 m. Podhorský stupeň Nízkých Beskyd tvoří uloženiny mladších třetihor (vápnité jíly, tufy, slíny, slepence a flyšové vrstvy) na rovině přikryté mocnou vrstvou čtvrtohorních písčitokalových usazenin. V katastru obce se nacházejí železnaté, sirné a slané prameny. Průměrná roční teplota je 8–9 ℃ a roční průměrný úhrn srážek kolem 650 mm.